# منجوتكين
منجوتكين عبد وقائد عسكري لدى الخليفة الفاطمي العزيز بالله (975-996). هو من أصل تركي، وأصبح أحد القادة الفاطميين البارزين تحت حكم العزيز، حيث قاتل الحمدانيين والبيزنطيين في سوريا. تمرد على الجيش الذي كان يهيمن عليه البربر في السنوات الأولى للحاكم بأمر الله (996-1021)، لكنه هُزم ومات في الأسر.

## سيرته
كان منجوتكين أحد أبرز العبيد الأتراك الذين قدمهم العزيز وسلفه المعز لدين الله إلى البلاط الفاطمي، وأصبحوا قوة موازنة للجيش ذي الأغلبية البربرية (معظمهم من قبيلة كتامة).
في عام 991، بعد وفاة الوزير يعقوب بن كلس اختار العزيز منجوتكين حاكماً لدمشق. بتشجيع من المنشقين بعد وفاة الأمير سعد الدولة، قرر العزيز تجديد هجماته على إمارة حلب الحمدانية، وكلف منجوتكين بالحملة. وفي يونيو 992 حاصر حلب. لكنه فشل في متابعة الحصار بقوة وكانت المدينة قادرة على المقاومة بسهولة حتى ربيع 993م، وبعد ثلاثة عشر شهرًا من الحملة أُجبر منجوتكين على العودة إلى دمشق بسبب نقص الإمدادات. وفي ربيع 994 شن منجوتكين غزوًا آخر، وهزم القائد البيزنطي مايكل بورتزيس مرة أخرى في معركة العاصي في سبتمبر، واستولى على حمص وأفاميا وشيزر وحاصر حلب. كان الحصار أكثر فاعلية هذه المرة وسرعان ما تسبب في نقص حاد في الطعام، لكن المدافعين عن المدينة صمدوا تحت التوجيه الحازم من القائد الحمداني لؤلؤ الكبير، حتى الوصول المفاجئ للإمبراطور البيزنطي باسيل الثاني شخصيًا في أبريل 995. استجاب باسيل الذي كان يقوم بحملة في بلغاريا لنداء الحمدانيين للمساعدة، وعبر آسيا الصغرى في ستة عشر يومًا فقط على رأس جيش، وأدى وصوله المفاجئ والأعداد المبالغ فيها لجيشه إلى حالة من الذعر في الجيش الفاطمي، خاصة وأن منجوتكين أمر بتوزيع خيوله في جميع أنحاء المدينة من أجل المرعى، فأحرق معسكره وانسحب إلى دمشق دون قتال. وحاصر البيزنطيون طرابلس دون جدوى واحتلوا طرطوس. وأصبح العزيز نفسه مستعدًا الآن لخوض المعركة ضد البيزنطيين، لكنه توفي في 14 أكتوبر 996 قبل أن يبدأ حملته.
بعد وفاة العزيز تولى نجله الحاكم بأمر الله العرش. واستغل كتامة الفرصة لتنصيب زعيمهم الحسن بن عمار ككبير الوزراء. أثار هذا رد فعل الفصيل التركي بقيادة منجوتكين. وبتشجيع خفي من برجوان، قاد منجوتكين جيشه جنوبًا باتجاه مصر، بينما تجمع البربر تحت قيادة سليمان بن جعفر بن فلاح. والتقى الجيشان إما في الرملة أو عسقلان، وانتهت المعركة بهزيمة منجوتكين وأسره. وسار ابن فلاح إلى دمشق، حيث تولى منصب الحاكم ، في حين استقبل ابن عمار بنفسه منجوتكين حسنًا، وسُمح له بقضاء سنوات تقاعده في القاهرة، حيث توفي عام 1007.